# Католицька церква в Буркіна-Фасо
Като́лицька це́рква в Буркіна́-Фасо́ — найбільша християнська конфесія Буркіна-Фасо. Складова всесвітньої Католицької церкви, яку очолює на Землі римський папа. Керується конференцією єпископів. Станом на 2004 рік у країні нараховувалося близько 1 545 000 католиків (11,73% від усього населення). Існувало 13 діоцезій, які об'єднували 141 церковних парафій.  Кількість  священиків — 716 (з них представники секулярного духовенства — 559, члени чернечих організацій — 157), постійних дияконів — 0, монахів — 491, монахинь — 1218.

## Історія
Перша католицька місія в Буркіна-Фасо з'явилася 1896 року разом з французькими військами. Першу церкву було відкрито в Купелі, яка надалі стала центром архідієцезії. У 1956 році Аббе Йогбаре (фр. Abbé Yougbaré) став першим католицьким єпископом серед африканського населення. У 1960 році Аббе Паул Зоунграна (фр. Abbé Paul Zoungrana) став архієпископом, а надалі обраний кардиналом, також вперше серед африканців. У 1969 році уряд взяв під контроль усі католицькі початкові школи.